# Aloe greenwayi
Aloe greenwayi é uma espécie de liliopsida do gênero Aloe, pertencente à família Asphodelaceae.